# Michael Van Staeyen
Michael Van Staeyen, né le 13 août 1988 à Ekeren, est un coureur cycliste belge.

## Biographie
Michael Van Staeyen naît le 13 août 1988 à Ekeren en Belgique. Il est le neveu de Ludo Van Staeyen, cycliste professionnel de 1971 à 1977.
Membre de Davo en 2007, il est membre de Rabobank Continental de 2008 à 2009.
Il court pour l'équipe Topsport Vlaanderen-Mercator, devenue Topsport Vlaanderen-Baloise, de 2010 à 2014. Le 1er août 2014, Cofidis annonce la venue en 2015 de Michael Van Staeyen au sein de son équipe.
Au mois de juillet 2019, il termine sixième du Grand Prix Pino Cerami remporté par le Français Bryan Coquard sous une chaleur caniculaire. Il met finalement un terme à sa carrière de coureur à l'issue de la saison 2022. 

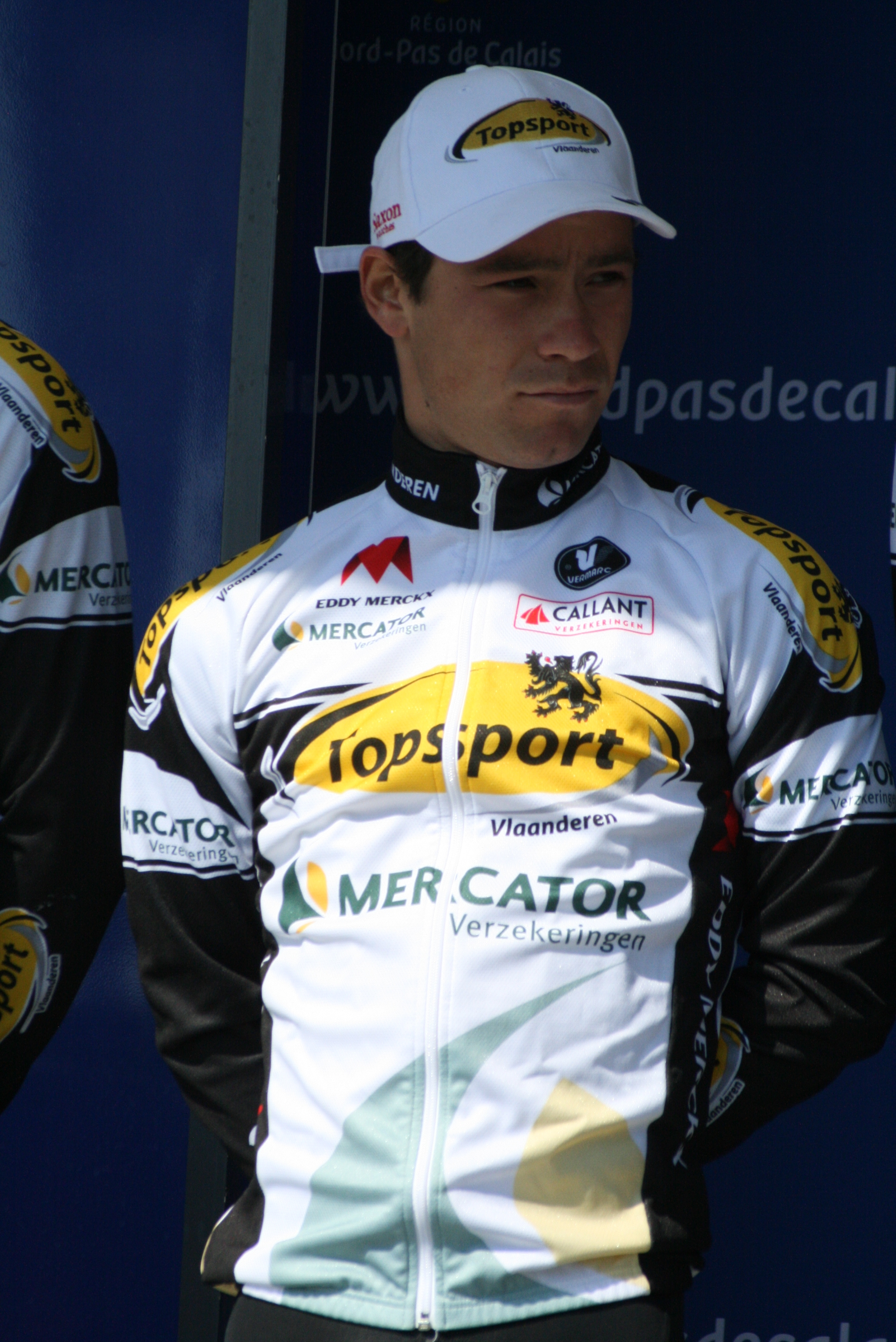
Michael Van Staeyen lors du départ de la 1re étape des Quatre Jours de Dunkerque 2011 à Dunkerque.
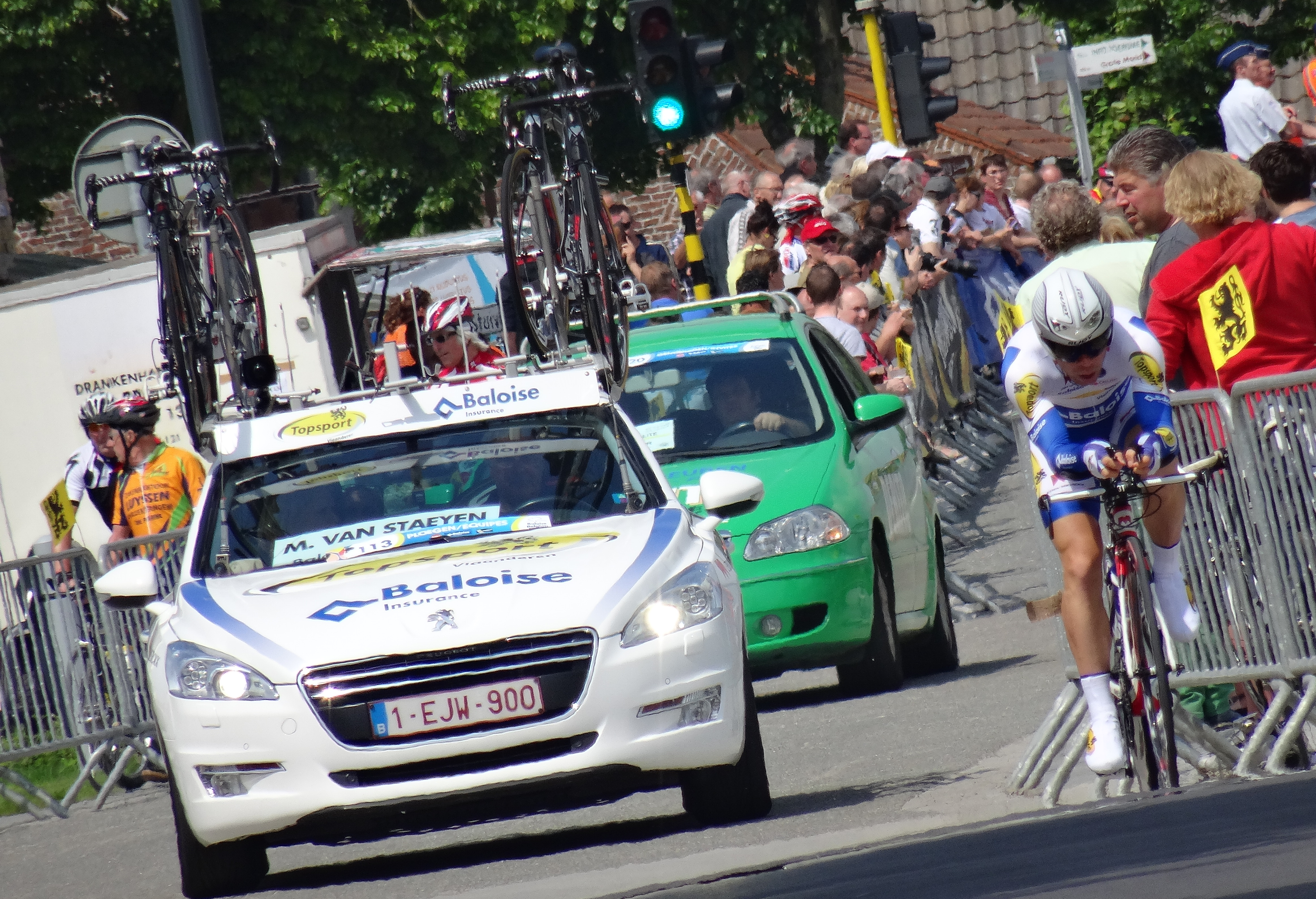
Michael Van Staeyen lors du contre-la-montre individuel de la 3e étape du Tour de Belgique 2014 à Dixmude.
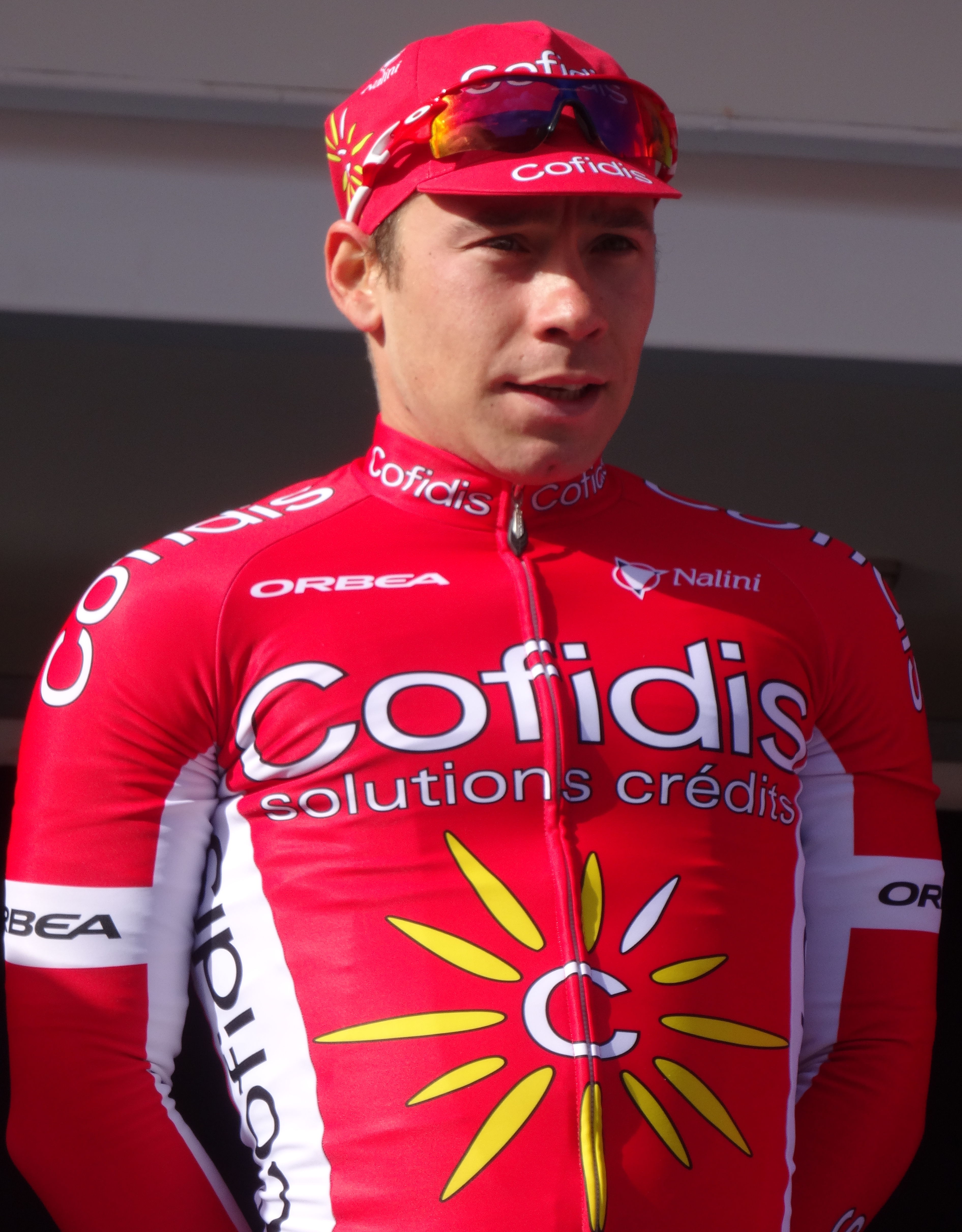
Michael Van Staeyen, sous les couleurs de Cofidis, lors du départ du Samyn 2015 à Quaregnon.

## Palmarès sur route

### Par année
- 2004[1]

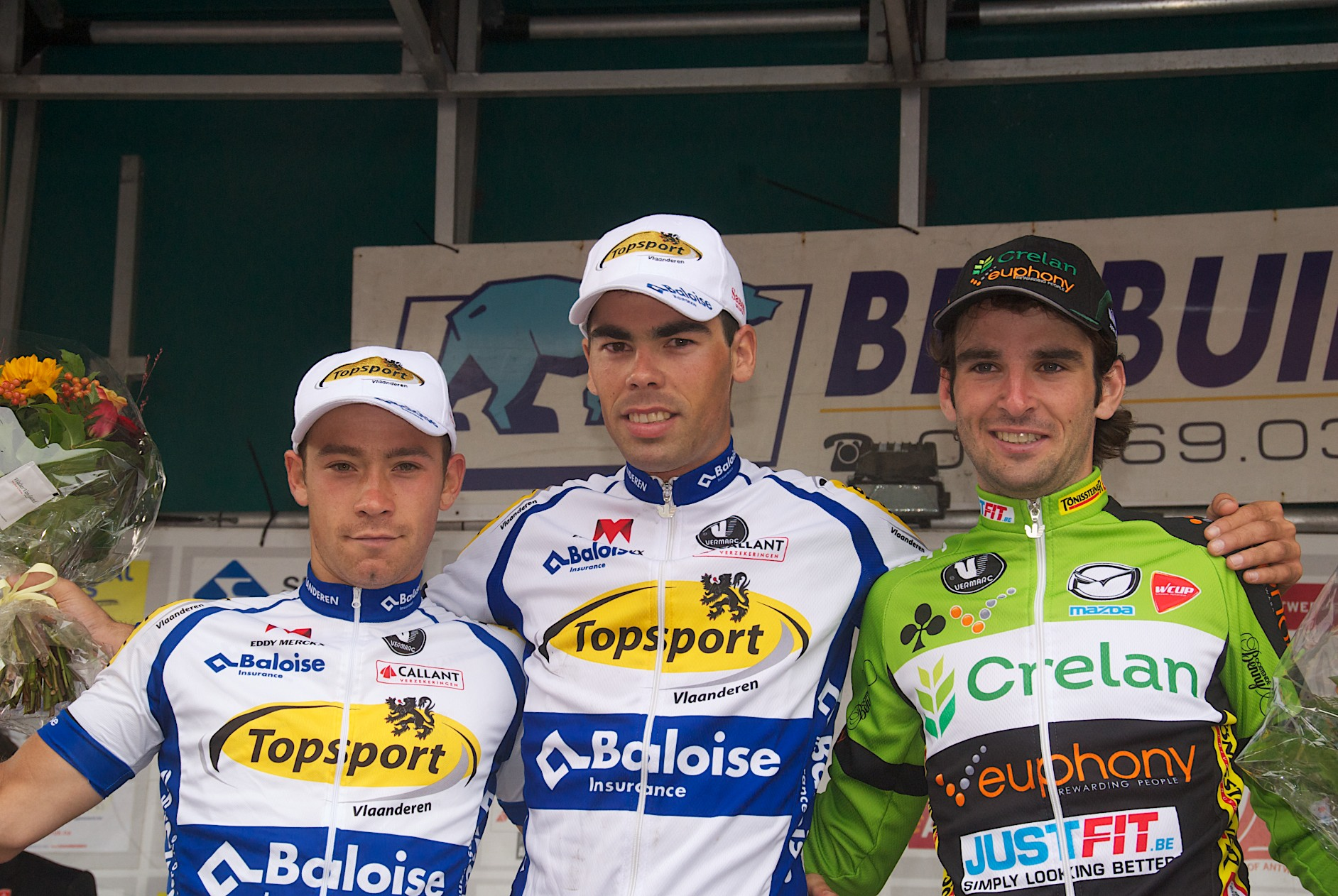
Podium de l'édition 2013 de la Coupe Sels : Michael Van Staeyen (2e), Pieter Jacobs (1er) et Baptiste Planckaert (3e).

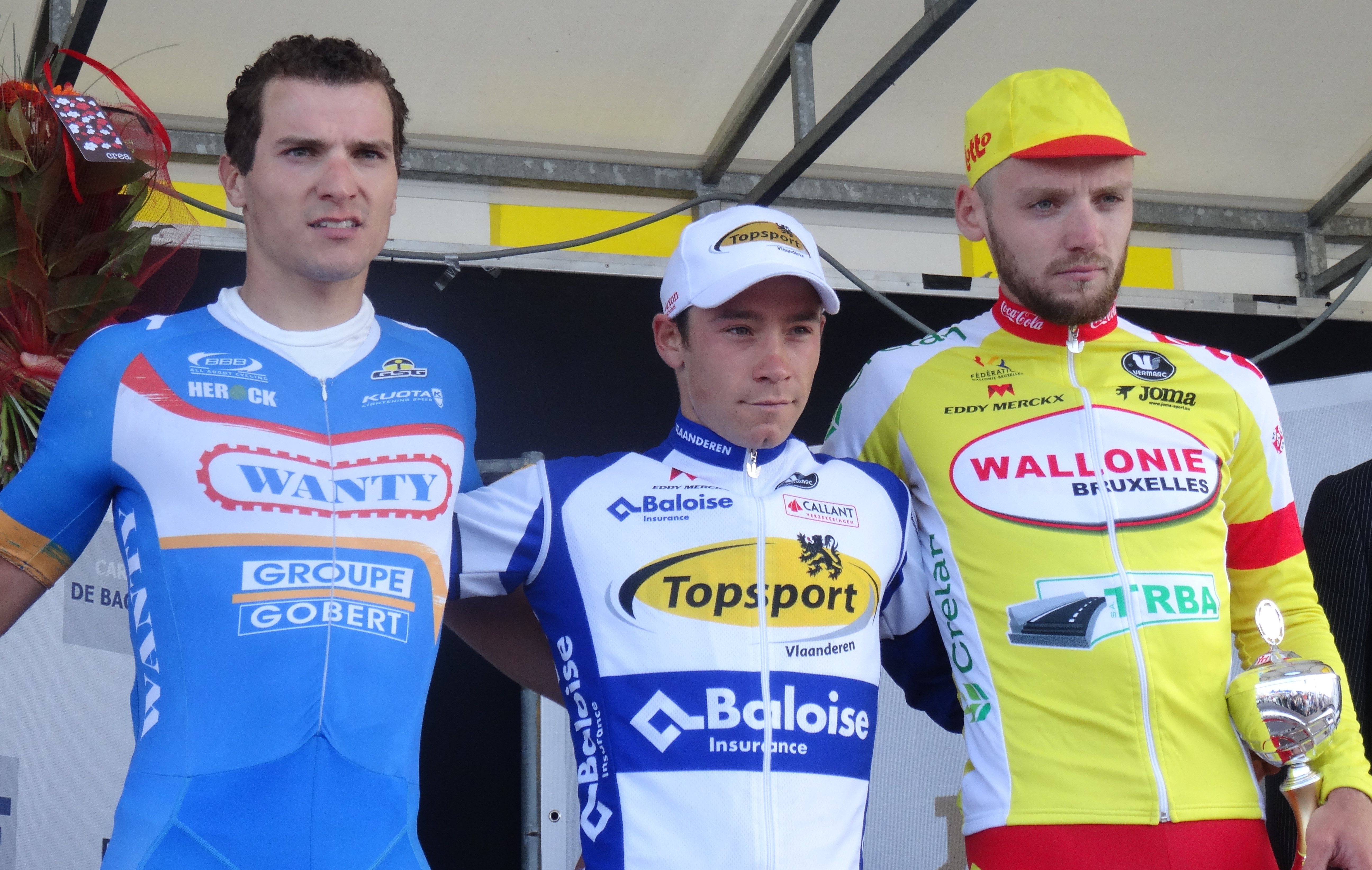
Podium de l'édition 2014 de la Flèche côtière : Roy Jans (3e), Michael Van Staeyen (1er) et Robin Stenuit (2e).

  - 2e étape du Critérium Européen des Jeunes
  - 2e du championnat de Belgique débutants 2e année
  - 3e du Circuit Het Volk débutants
- 2006
  - 1re étape du Tour de Münster juniors
- 2007
  - Grand Prix de la ville de Vilvorde
- 2008
  - 2e de la Flèche des ports flamands
  - 3e du Circuit de Campine
- 2009
  - 3e étape de l'Istrian Spring Trophy
  - 3e étape du Tour de León
  - 2e de la Prova de Abertura
  - 3e du Tour de Hollande-Septentrionale
  - 3e de l'Izegem Koers
- 2010
  - 2e étape du Tour du Danemark
  - Stadsprijs Geraardsbergen
  - Mémorial Rik Van Steenbergen
- 2011
  - 2e de la Puivelde Koerse
  - 3e de la Coupe Sels
- 2012
  - Grand Prix Raf Jonckheere
  - 2e du Grand Prix de la ville de Geel
  - 2e du Tour de Münster
  - 2e du Prix national de clôture
- 2013
  - 1re étape de l'Étoile de Bessèges
  - 2e de la Coupe Sels
  - 3e du Grand Prix José Dubois
  - 3e du Championnat des Flandres
  - 3e du Ronde van Zeeland Seaports
- 2014
  - Flèche côtière
  - 2e du Grand Prix Raf Jonckheere
  - 3e de Halle-Ingooigem
- 2015
  - 2e de l'Izegem Koers
- 2016
  - 2e de la Zwevezele Koers
- 2017
  - Grote Prijs Gemeente Kortemark
  - 2e du Circuit du Pays de Waes
  - 2e de la Mosselkoers
  - 2e du Grand Prix Lucien Van Impe
- 2019
  - Omloop Van de Gemeente Melle
  - Grand Prix Raf Jonckheere
  - 3e de la Coupe Sels
- 2021
  - 2e du Grand Prix Beeckman-De Caluwé

### Classements mondiaux
| Année                  | 2008 | 2009 | 2010 | 2011 | 2012 | 2013 | 2014 | 2015 | 2016   | 2017 |
| ---------------------- | ---- | ---- | ---- | ---- | ---- | ---- | ---- | ---- | ------ | ---- |
| Calendrier mondial UCI |      |      | 274e |      |      |      |      |      |        |      |
| UCI Asia Tour          |      |      |      |      |      |      | 370e |      |        |      |
| UCI Europe Tour        | 174e | 133e | 55e  | 53e  | 14e  | 6e   | 17e  | 130e | 1 132e | 573e |

## Palmarès sur piste

### Championnats de Belgique
- 2004
  -  Champion de Belgique de vitesse par équipes débutants (avec Tom Reweghs et Preben Van Tulder)